# Yanktonai Indijanci
Yanktonai (Ihanktowana) /ihanke 'end,' tonwan 'village,' na deminutiv: 'little-end village.'Riggs/, jedno od sedam plemena konfederacije Oceti Sakowin ili  'Sedam vatara saveza (Siouxa)' , koji zajedno s plemenom Yankton (Ihantowan) pripadaju užoj skupini Nakota. Unutar skupine Nakota ili Yankton, Yanktonai su smatrani starijom braćom. Njihov prvi poznati dom nalazio se sjeverno od jezera Mille Lac u Minnesoti, odakle su migrirali početkom 18. stoljeća migrirali prema prerijama. Long (1823) kaže da se njihovo lovačko područje prostire između rijeka Red i Missouri. Warren (1855) kaže da žive između rijeka James river i Missouri i na sjever sve do jezera Devils Lake. Godine 1812. bore se protiv SAD-a u Ratu 1812.
Zasebnim ugovorima sa SAD-om iz 1865. Hunkpatina ili Lower Yanktonai i Upper Yanktonai smješteni su na rezervate. Hunkpatine poglavito na rezervat Crow Creek u Južnoj Dakoti, a neki i na Standing Rock u Sjevernoj Dakoti i na Fort Peck u Montani s Assiniboinima, gdje ih često pogrešno nazivaju Yankton. Druga skupina Upper Yanktonai smještena je na rezervat Standing Rock i dijelom na Devils Lake u Sjevernoj Dakoti. Potomci im i danas žive po ovim rezervatima.

## Bande
J. O. Dorsey kao lokallne skupine : a) Upper Yanktonaia navodi imena Wazikute (Wood or pine tree shooters), Takini (Return to life), Shikshichena ili Siksicena (Bad ones), Bakihon (Gashers), Kiyuksa (Law breakers) i Pabaksa (Head cut off), te još neke čija imena nije doznao; b) Lower Yanktonai su se po njemu sastojali od Putetemini ili Pute Temini (Sweating lips), Shungikcheka ili Sunikceka (Common dogs), Takhuhayuta ili Tahuhayuta (Eaters of hide scrapings), Sanona (Rubbed white), Ihasha (Red lips), Iteghu (Burnt faces), i Pteyuteshni ili Pteyutesn (No buffalo cow eaters)

## Običaji Yanktonai Indijanaca
Prema Long (1823), Yanktonai nemaju fiksnog staništa, nego žive u kožnim dekoriranim šatorima. Odjeća i obuća je kožna, sastoji se od leggingsa (nogavica), jakni i mokasina. Nakit se izrađuje od pandži grizlija, ptičje perja i boja (cinober). Kao i ostali njihovi srodnici Tetoni, lovci su na bizone.

## Vanjske poveznice
- Yanktonai Indian Tribe History